# Липка (Тверская область)
Липка — деревня в Удомельском городском округе Тверской области.

## География
Деревня находится в северной части Тверской области на расстоянии приблизительно 5 км на юг по прямой от железнодорожного вокзала города Удомля на западном берегу озера Кубыча.

## История
Известна с 1572 года. В 1859 году принадлежала помещикам Минут. Дворов (хозяйств) в ней было 7 (1859 год), 12 (1886), 10 (1911), 13 (1958), 9 (1986), 5 (2000). В советское время работали колхозы «Ясная Поляна», имени Попова и совхоз «Удомельский». До 2015 года входила в состав Удомельского сельского поселения до упразднения последнего. С 2015 года в составе Удомельского городского округа.

## Население
- 1859 год — 39 человек;
- 1886 год — 56 человек;
- 1911 год — 69 человек;
- 1958 год — 47 человек;
- 1986 год — 15 человек;
- 2002 год — 4 человека (русские 100 %)[2];
- 2010 год — 12 человек[3].